# Franco Cesarini
Franco Cesarini (Bellinzona, 18 aprile 1961) è un compositore, flautista e direttore d'orchestra svizzero.

## Biografia
Nato nel 1961 a Bellinzona in Svizzera, fin dalla più tenera età ha mostrato una particolare inclinazione per la musica. Il primo strumento è stato il pianoforte a cui ha fatto seguito lo studio del flauto. A sedici anni è stato ammesso al Conservatorio Giuseppe Verdi di Milano, dove ha iniziato lo studio professionale del pianoforte e del flauto.
In seguito si è trasferito al Conservatorio di Basilea, dove ha studiato flauto con Peter-Lukas Graf ed ha ottenuto il "Master of Arts in Music Pedagogy" (1983) e il "Master of Arts in Music Performance" (1985). Parallelamente ha seguito i corsi di direzione ottenendo il "Master in Wind Orchestra Conducting" con Felix Hauswirth (1987) ed il "Master of Arts in Music Composition and Theory" con Robert Suter e Jacques Wildberger (1988).
Ha iniziato la sua carriera accademica nel 1989, quando è stato nominato professore di direzione d'orchestra di fiati alla Zürcher Hochschule der Künste (ZHdK) di Zurigo, posto che ha occupato fino al 2006.
Dal 2001 al 2021 è stato professore di direzione d'orchestra di fiati, di armonia e analisi musicale presso il Conservatorio della Svizzera italiana di Lugano. Nel 2021 si è ritirato dall'insegnamento per dedicarsi completamente alle sue attività di direttore e compositore. Nel 2001 è stato invitato dalla Southeast Missouri State University, (Missouri, Stati Uniti d'America) con la qualifica di composer-in-residence.
Dal 1998 è direttore stabile dell'orchestra sinfonica di fiati "Civica Filarmonica di Lugano" con la quale ha diretto centinaia di concerti ed effettuato numerose registrazioni. Molti i riconoscimenti ricevuti, tra i quali spiccano il primo premio assoluto con menzione al "Concorso nazionale d'esecuzione musicale", il premio di studio "Percento culturale Migros e fondazione Ernst Göhner", il premio di composizione "Anno Europeo della Musica", il premio della "Fondazione Stephan Jaeggi", il "Prix Suisse" per la migliore produzione radiofonica nazionale.
La carriera di direttore ospite e di solista gli hanno dato l'opportunità di esibirsi in quasi tutti i paesi europei, in America e in Asia. È inoltre molto richiesto in qualità di membro di giurie in occasione di concorsi nazionali ed internazionali. Le sue composizioni riscuotono unanimi consensi e vengono regolarmente eseguite e registrate da rinomati interpreti in tutto il mondo.

## Opere

### Opere per orchestra sinfonica
- 1991–1992 Pastorale d'automne opus 11 alla memoria di Arthur Honegger (1892-1955)
- 1998–2003 Poema alpestre opus 21b - A Tone Poem
- 1986–2014 Myricae opus 47 - sei liriche per Soprano o Tenore e orchestra (Testi: Giovanni Pascoli)
- 2005-2023 Bulgarian Dances opus 35b - Rhapsody on Bulgarian Folk Themes

### Opere per orchestra di fiati
- 1979–1993 Ukrainian Rhapsody opus 3
- 1980 Suite ancienne opus 1
- 1981 Festival Fanfare
- 1986 A Festival Anthem opus 6
- 1987 Interlude for Band opus 7
- 1988–1989 Mexican Pictures opus 8 - Suite for Symphonic Band
  1. El Butaquito
  2. Romance Mejicano
  3. Bailaviejo
  4. La Charreada
- 1990 Convergents opus 9a - An Overture for Concert Band
- 1991 Celebration Fanfare
- 1991–1993 Dynamic Overture opus 10b
- 1992 Pastorale de Provence opus 12 - Folk Song Suite for Concert Band
  1. La Villageoise (The Village Maiden)
  2. Le petit berger (The Little Shepherd)
  3. La Princesse (The Princess)
  4. Le Lutin (The Imp)
- 1992–1993 Mosaici bizantini opus 14 - Three Symphonic Sketches for Concert Band
  1. The Nativity
  2. The Temple of Jerusalem
  3. Angel of the Resurrection
- 1993 The Idol of the Flies opus 13 - A Tone Poem from Jane Rice for Concert Band
- 1994 The Haunter of the Dark opus 17a - A Tone Poem from Howard Phillips Lovecraft (1890–1937) for Concert Band
- 1995 Harlequin opus 18 - An Overture for Concert Band
- 1996 Jubilee Fanfare
- 1996 Alpina Fanfare
- 1996 Le cortège du roi Renaud opus 19 - Suite for Concert Band
  1. La Porcheronne
  2. La marquise Empoisonnée
  3. La maumariée vengee
  4. La belle engloutie
  5. Le tueur de femmes
- 1997 Leviathan opus 20 - An Apocalyptic Remembrance for Symphonic band
- 1998–1999 Poema alpestre opus 21a - A Tone Poem for Symphonic band
  1. Nebbia
  2. Della Malinconia
  3. Luce Improvvisa
  4. Operationes Spirituales
  5. Alpeggio
  6. Tormenta
  7. Dello Stato Divino
- 1999 Variations on a French Folk Song - (Sur le pont d'Avignon) opus 22
- 2000–2001 Greek Folk Song Suite opus 25 - Suite for Concert Band
  1. O Charalambis
  2. Stu Psiloriti
  3. Vasilikos tha jino
- 2000–2001 Tom Sawyer Suite opus 27 - Five scenes from Mark Twain
  1. Tom Sawyer
  2. Huckleberry Finn
  3. Becky Thatcher
  4. Injun Joe
  5. Happy Ending
- 2000–2002 Blue Horizons opus 23b - Three Symphonic Sketches for Concert Band
  1. Luminescent Creatures
  2. Leviathan Vs Kraken
  3. The Blue Whale
- 2002 Solemnitas opus 29 - Variations and Fugue on a Swiss Folk Tune
- 2003–2004 Cossack Folk Dances opus 31 - Suite for Concert Band
- 2004 Piccola Suite Italiana opus 32 - Suite for Concert Band
- 2004 Huckleberry Finn Suite opus 33 - Four Scenes from Mark Twain
  1. A Lazy Town
  2. Jim
  3. The Duke and the King
  4. Huckleberry’s Rag
- 2005 Caucasian Sketches opus 36 - Suite for Concert Band
- 2006 A Joyful Fanfare opus 38/1
- 2006 Bulgarian Dances Part I opus 35
- 2007 A Triumphal Fanfare opus 38/2
- 2007 Renaissance Suite opus 39a - Suite for Concert Band
- 2007–2008 Concerto Rococò opus 40 - for Flute and Wind Orchestra
  1. Toccata
  2. Élégie
  3. Gigue en Rondeau
- 2008 Images of a City opus 42 - an Overture
- 2011 Bulgarian Dances Part II opus 43
  1. Lale li si, zyumbyul li si, gyul li si (Are you a tulip, a hyacinth or a rose)
  2. Oi shope, shope (song from the Shopsko region)
  3. Damba
- 2012 Old Russian Romances opus 44 - Suite for Concert Band
- 2012 Puss in Boots opus 45 - A Tale for Narrator and Wind Orchestra from Charles Perrault
- 2013 Arizona opus 46 - Overture on an Indian Folk Melody
- 2014 Concertino for Clarinet opus 48
- 2015 Colorado opus 49 - Overture on a Traditional Arapaho Folk Song
- 2015 Symphony #1 "The Archangels" opus 50

1. Gabriel, the Messenger of Light
2. Raphael, the Guide of Souls
3. Michael, the Prince of the Heavenly Host
4. Uriel, the Time Keeper

- 2016 Caribbean Symphonette opus 51

1. Bachata
2. Salsa
3. Merengue

- 2016 Equestrian Symphonette opus 52

1. Racing trot
2. Walk
3. Canter and Gallop

- 2016 The White Thrill opus 53 - An Overture
- 2017-2018 Symphony #2 "Views of Edo" opus 54

1. The Pagoda at Zojoji Temple
2. The City Flourishing
3. Temple Gardens at Nippori
4. Cherry Blossoms Along the Tama River
5. Senju Great Bridge

- 2019-2020 Symphony #3 "Urban Landscapes" opus 55

1. Wrigley Building from Dawn to Noon
2. Blue Silhouette
3. Cloud Gate

- 2020 Sinfonietta #3 "Zwölfmalgreien Sketches" opus 56

1. City Life
2. Mountain Shadows
3. Classic Vineyeards

- 2021 Suite Siciliana opus 57b

1. Intrada
2. Pavana
3. Gavotta
4. Barcarola
5. Tambourin
6. Siciliana
7. Tarantella

- 2021 Greek Folk Song Suite No. 2 opus 58b
- 2021 Bright Dawn Overture opus 59
- 2022 A Glorious Fanfare opus 38/3
- 2022 Notes from the Road opus 60 - An Overture
- 2023 Suite Pastorale opus 61
  1. Idyll
  2. Playful Shepherd Boys
  3. Rain Upon the Fields
- 2024 The Light of Resistance opus 62 - A Tone Poem
- 2025 Winds of Hope opus 64 - An Overture
- 2025 Lencis - Of Castles and Landscapes opus 65
  1. Castles and Fortresses
  2. Where Waters Merge
  3. Rise of the Modern Age

### Opere da camera
- 1980 Fantaisie opus 2 - for alto saxophone and piano
- 1982-83  Divertimento opus 4 - for double wind quintet (2/2/2/2-2)
- 1984-85 Kriegslieder opus 5 - for tenor, six brass instruments and guitar
- 1993  Aubade opus 15 - for alto saxophone and sting quartet
- 2000 Flute Trio opus 24 - for three flutes
- 2001 Flute Quartet opus 26 - for four flutes
- 2002 The Three Little Pigs opus 28 - a musical tale for children, for narrator and wind quintet (1/1/1/1-1)
- 2003 2nd Flute Quartet opus 30 - for four flutes
- 2003 Le cortège du roi Renaud opus 19b - for  for double wind quintet (2/2/2/2-2)
- 2005 The Bremen Town Musician opus 34 - a musical tale for children, for narrator and wind quintet (1/1/1/1-1)
- 2006 Modal Studies opus 37 - for solo flute
- 2012 Puss in Boots opus 41 - a musical tale for children, for narrator and wind quintet (1/1/1/1-1)
- 2020 Pastorale de Provence opus 12b - for  for double wind quintet (2/2/2/2-2)
- 2020 Suite siciliana opus 57a - for  for double wind quintet (2/2/2/2-2)
- 2020 Greek Folk Dances opus 58a - for  for double wind quintet (2/2/2/2-2)